# Barbara Ferrell
Barbara Ferrell (nach Heirat Ferrell-Edmonson; * 28. Juli 1947 in Hattiesburg, Missouri) ist eine ehemalige US-amerikanische Leichtathletin und Olympiasiegerin.
Ende der 1960er Jahre war sie eine der Topsprinterinnen der Welt. In den Jahren 1967 und 1968 stellte sie sechs Weltrekorde im Freien auf: zwei über 100 Meter, zwei über 200 Meter und zwei in der 4-mal-100-Meter-Staffel sowie in der Halle den über 50 Meter. 1967 siegte sie bei den Panamerikanischen Spielen über 100 Meter und wurde US-Meisterin in derselben Disziplin. 1969 wurde sie auch US-Meisterin über 100 und 220 Yards.
1968 nahm sie an den Olympischen Spielen in Mexiko teil und gewann die Silbermedaille im 100-Meter-Lauf hinter der US-Amerikanerin Wyomia Tyus und vor der Polin Irena Szewińska. Die Goldmedaille holte sie sich mit der Mannschaft in der 4-mal-100-Meter-Staffel mit ihren Teamkolleginnen Margaret Bailes, Mildrette Netter und Wyomia Tyus. Über 200 Meter belegte sie den 4. Platz. Bei den Olympischen Spielen 1972 in München belegte sie den 7. Platz.
Bis 1969 studierte sie gleichzeitig an der California State University in Los Angeles, wo sie auch graduierte. Anschließend arbeitete sie als Grundschullehrerin in Los Angeles bis 1976, da ihr nach den damaligen Amateurbestimmungen eine Tätigkeit als Trainerin verboten war.
Anschließend wurde sie hauptberuflich für die Lehrergewerkschaft tätig und arbeitete nach Ende ihrer eigenen Laufbahn als Trainerin des Beyond Athletics Track Club. 1982 übernahm sie die Trainerposition des West Los Angeles Junior College. Von 1991 bis 1999 war sie die Frauentrainerin der University of Southern California. Hier trainierte sie zusätzlich auch die männlichen Sprinter. Sie war mit die erste Frau, die Männer in einer Sprinterhochburg trainierte. Anschließend wechselte sie zur University of Nevada, Las Vegas.
Ferrell ist mit dem ehemaligen Sprinter Warren Edmonson verheiratet, hat zwei Kinder und arbeitet heute als Trainerin für das Leichtathletik-Team der University of Nevada, Las Vegas (UNLV). 1988 wurde sie in die Hall of Fame des US-Leichtathletikverbandes aufgenommen.